# Gloria Mosquera
Gloria Camila Mosquera Riascos, född 6 september 1995, är en colombiansk taekwondoutövare.

## Karriär
I juli 2018 tog Mosquera brons i +73 kg-klassen vid centralamerikanska och karibiska spelen i Barranquilla. I juli 2019 tog hon silver i +67 kg-klassen vid panamerikanska spelen i Lima efter en finalförlust mot mexikanska Briseida Acosta. I juni 2021 tog Mosquera brons i +73 kg-klassen vid panamerikanska mästerskapen i Cancún.
I maj 2022 tog Mosquera guld i +73 kg-klassen vid panamerikanska mästerskapen i Punta Cana efter att ha besegrat brasilianska Gabriele Siqueira i finalen. I juli 2022 tog hon guld i +67 kg-klassen vid bolivarianska spelen i Valledupar. I oktober 2022 tog Mosquera guld i +67 kg-klassen vid sydamerikanska spelen i Asunción efter att ha besegrat brasilianska Gabriele Siqueira i finalen.
I juli 2023 tog Mosquera guld i +67 kg-klassen vid centralamerikanska och karibiska spelen i San Salvador efter att ha besegrat puertoricanska Crystal Weekes i finalen. I oktober 2023 tog hon silver i +67 kg-klassen vid panamerikanska spelen i Santiago efter en finalförlust mot amerikanska Madelynn Gorman-Shore.
I maj 2024 tog Mosquera guld i +73 kg-klassen vid panamerikanska mästerskapen i Rio de Janeiro efter att ha besegrat amerikanska Naomi Alade i finalen.